# Gossau, Sankt Gallen
Gossau är en stad och kommun i distriktet Sankt Gallen i kantonen Sankt Gallen i Schweiz. Kommunen har 18 454 invånare (2023).
Kommunen består av staden Gossau samt orten Arnegg (cirka 1 600 invånare).
En majoritet (89,1 %) av invånarna är tyskspråkiga (2014). 50,6 % är katoliker, 20,7 % är reformert kristna och 28,7 % tillhör en annan trosinriktning eller saknar en religiös tillhörighet (2014).